# Diaphorolepis laevis
Diaphorolepis laevis — вид змій родини полозових (Colubridae). Ендемік Колумбії.

## Поширення і екологія
Diaphorolepis laevis відомі за типовим зразком, зібраним в районі міста Летісія в департаменті Амасонас. Вони живуть у вологих рівнинних тропічних лісах.